# Рошпох (Кунгота)
Рошпох (словен. Rošpoh) је насељено место у општини Кунгота, Подравска регија, Словенија. Део је насеља Рошпох, које је административним границама подељено на два насеља: Рошпох (Кунгота) и Рошпох (Марибор).

## Историја
До територијалне реорганизације у Словенији био је у саставу старе општине Песница.

## Становништво
У попису становништва из 2011. године, Рошпох је имао 305 становника.
| Број становника према пописима | Број становника према пописима | Број становника према пописима |
| ------------------------------ | ------------------------------ | ------------------------------ |
| 1991                           | 2002                           | 2011                           |
| 234                            | 236                            | 305                            |

Напомена: Године 1982. настало издвајањем дела из насеља Рошпох (Марибор).